# Videregående uddannelse
Videregående uddannelse (også tertiær uddannelse eller højere uddannelse) refererer til uddannelser, der udbydes af universiteter, professionshøjskoler, kunstakademier og erhvervsakademier. Fælles for de videregående uddannelser er at den dimitterede enten opnår en akademisk grad og/eller en autorisation. De videregående uddannelser bygger alle på, at de studerende forinden har afsluttet en gymnasial eksamen. Der findes dog skoler som optager elever med en anden relevant uddannelse.
Den Europæiske Menneskerettighedskonventions artikel 2 forpligter alle underskrivende lande til at garantere deres statsborgere retten til uddannelse. På verdensplan fastslår artikel 13 i Den internationale konvention om økonomiske, sociale og kulturelle rettigheder, der er udarbejdet i FN-regi, at højere uddannelse skal være tilgængelig for alle. 